# 1030 Vitja
1030 Vitja là một tiểu hành tinh vành đai chính. Nó được phát hiện bởi Vladimir Aleksandrovich Albitzky ngày 25 tháng 5 năm 1924. Tên ban đầu của nó là 1924 RQ. Nó được đặt theo tên Viktor Zaslavsky, một anh hùng người Nga trong Thế chiến II.